# Unione Sportiva Cremonese 1964-1965
Questa pagina raccoglie le informazioni riguardanti l'Unione Sportiva Cremonese nelle competizioni ufficiali della stagione 1964-1965.

## Stagione
Nella stagione 1964-1965 la Cremonese ha disputato il campionato di Serie C, girone A, classificandosi dodicesima con 30 punti, il torneo ha promosso in Serie B il Novara con 47 punti, e retrocesso in Serie D Fanfulla e Vittorio Veneto, entrambe con 26 punti.
In casa grigiorossa il presidente Guido Maffezzoni rivuole in panchina Sergio Realini, ma è consapevole che la squadra ha dei limiti tecnici, in effetti la sofferenza non manca, si inizia perdendo in casa il derby con il Piacenza, poi anche la sfortuna ci mette lo zampino, a Biella dove a sei minuti dal termine viene sospesa per nebbia la partita che la Cremo vinceva (0-1), nel finale del campionato, il 9 maggio la Cremonese riesce a battere (2-1) la capolista Savona e a conquistare una meritata salvezza. Attilio Tassi e Giacomo Rossi due giovani cremonesi con sette reti i migliori realizzatori stagionali. Il 10 giugno 1965 muore in un incidente stradale il cremonese Armanno Favalli di Robecco d'Oglio a soli 27 anni, dopo la Cremonese era passato al Brescia, mentre la stagione da poco conclusa l'aveva giocata a Foggia.

## Rosa
| N. |                   | Ruolo | Calciatore           |
| -- | ----------------- | ----- | -------------------- |
|    | Italia (bandiera) | A     | Camillo Baffi        |
|    | Italia (bandiera) | C     | Enrico Bernardi      |
|    | Italia (bandiera) | C     | Luciano Bosco        |
|    | Italia (bandiera) | P     | Claudio Bottoni      |
|    | Italia (bandiera) | D     | Ettore Capoani       |
|    | Italia (bandiera) | C     | Giuseppe Caraffini   |
|    | Italia (bandiera) | C     | Erminio Conca        |
|    | Italia (bandiera) | D     | Francesco Feroldi    |
|    | Italia (bandiera) | C     | Alessandro Malfasi   |
|    | Italia (bandiera) | C     | Giovanni Marzani     |
|    | Italia (bandiera) | A     | Mario Meggiorini     |
|    | Italia (bandiera) | P     | Giampietro Michelini |

| N. |                   | Ruolo | Calciatore         |
| -- | ----------------- | ----- | ------------------ |
|    | Italia (bandiera) | D     | Enrico Mizzi       |
|    | Italia (bandiera) | C     | Battista Pasinelli |
|    | Italia (bandiera) | C     | Franco Ravani      |
|    | Italia (bandiera) | A     | Giorgio Romagna    |
|    | Italia (bandiera) | A     | Giacomo Rossi      |
|    | Italia (bandiera) | C     | Giuseppe Setti     |
|    | Italia (bandiera) | C     | Roberto Stucchi    |
|    | Italia (bandiera) | C     | Vittorio Taddia    |
|    | Italia (bandiera) | A     | Attilio Tassi      |
|    | Italia (bandiera) | D     | Franco Tumiati     |
|    | Italia (bandiera) | A     | Enzo Usberti       |
|    | Italia (bandiera) | D     | Mario Zanon        |

## Risultati

### Girone di andata
| Arbitro: | Valgussa (Lecco) |

|                       |           |                |
| Rigotto 20’, 59’, 84’ | Marcatori | 33’ Meggiorini |

| Arbitro: | Lo Giudice (Torino) |

|  |           |             |
|  | Marcatori | 63’ Mentani |

| Arbitro: | Pignatti (Lucca) |

|                                      |           |  |
| Rossi 32’, 57’, 60’ Tassi 39’ (rig.) | Marcatori |  |

| Arbitro: | Pontini (Ferrara) |

|  |           |                                 |
|  | Marcatori | 16’, 41’ Baffi 18’, 38’ Romagna |

| Arbitro: | Pilotto (Torino) |

|                      |           |  |
| Romagna 4’ Tassi 66’ | Marcatori |  |

| Arbitro: | Trinchieri (Reggio Emilia) |

|                                   |           |  |
| Tonello 32’, 50’ Tagliapietra 71’ | Marcatori |  |

| Cremona 1º novembre 1964 7ª giornata | Cremonese    | 0 – 0 | Carpi | Stadio Giovanni Zini\| Arbitro: \| Bosso (Asti) \| |
| Arbitro:                             | Bosso (Asti) |       |       |                                                    |

| Arbitro: | Moretto (San Donà di Piave) |

|             |           |  |
| Cesarini 6’ | Marcatori |  |

| Arbitro: | Branzoni (Pavia) |

|  |           |            |
|  | Marcatori | 53’ Sironi |

| Arbitro: | Sabattini (San Felice sul Panaro) |

|                              |           |                    |
| Menotti 21’, 62’ Magheri 87’ | Marcatori | 35’ (aut.) Mancini |

| Arbitro: | Lavetti (Stezzano) |

|                                   |           |                     |
| Stucchi 12’ (rig.) Meggiorini 87’ | Marcatori | 9’ Votta 20’ Brenna |

| Arbitro: | Ghetti (Modena) |

|                       |           |  |
| Pin 15’ Inferrera 35’ | Marcatori |  |

| Arbitro: | Grava (Ivrea) |

|           |           |                        |
| Rossi 73’ | Marcatori | 47’ Olivotto 75’ Mazza |

| Arbitro: | Cattivello (Pozzuolo del Friuli) |

|               |           |                              |
| Voltolini 12’ | Marcatori | 3’ Baffi 5’ (aut.) Graziutti |

| Arbitro: | Vacchini (Milano) |

|          |           |  |
| Tassi 5’ | Marcatori |  |

| Arbitro: | Caligaris (Alessandria) |

|                                   |           |  |
| Ratti 37’ (rig.) Berto 81’ (rig.) | Marcatori |  |

| Arbitro: | Fioretti (Roma) |

|           |           |               |
| Baffi 25’ | Marcatori | 7’ Mascheroni |

### Girone di ritorno
| Arbitro: | Laureti (Rimini) |

|                          |           |  |
| Meggiorini 62’ Tassi 88’ | Marcatori |  |

| Arbitro: | Rostagno (Torino) |

|                                            |           |             |
| Mentani 19’, 43’, 77’ (rig.) Galandini 71’ | Marcatori | 66’ Stucchi |

| Arbitro: | Falchi (Terni) |

|  |           |             |
|  | Marcatori | 7’ Bernardi |

| Arbitro: | Bravi (Roma) |

|           |           |             |
| Rossi 14’ | Marcatori | 50’ Volpato |

| Arbitro: | Concina (Novara) |

|                  |           |  |
| Carli 59’ (rig.) | Marcatori |  |

| Arbitro: | D'Auria (Salerno) |

|           |           |  |
| Tassi 29’ | Marcatori |  |

| Arbitro: | Prece (Roma) |

|             |           |           |
| Recchia 28’ | Marcatori | 19’ Tassi |

| Arbitro: | Campanini (Finale Emilia) |

|  |           |                         |
|  | Marcatori | 61’ Taccola 79’ Gallina |

| Como 21 marzo 1965 26ª giornata | Como                 | 0 – 0 | Cremonese | Stadio Giuseppe Sinigaglia\| Arbitro: \| Accomazzo (Vercelli) \| |
| Arbitro:                        | Accomazzo (Vercelli) |       |           |                                                                  |

| Arbitro: | Capriccioli (Roma) |

|             |           |  |
| Romagna 62’ | Marcatori |  |

| Lodi 4 aprile 1965 28ª giornata | Fanfulla      | 0 – 0 | Cremonese | Stadio Dossenina\| Arbitro: \| Helzel (Pisa) \| |
| Arbitro:                        | Helzel (Pisa) |       |           |                                                 |

| Cremona 11 aprile 1965 29ª giornata | Cremonese      | 0 – 0 | Udinese | Stadio Giovanni Zini\| Arbitro: \| Palumbo (Roma) \| |
| Arbitro:                            | Palumbo (Roma) |       |         |                                                      |

| Arbitro: | Clerico (Chiavari) |

|                   |           |             |
| Zerlin 54’ (rig.) | Marcatori | 11’ Stucchi |

| Arbitro: | Castoldi (Genova) |

|  |           |              |
|  | Marcatori | 79’ Costanzo |

| Arbitro: | Gandiolo (Alessandria) |

|               |           |  |
| Pellegris 75’ | Marcatori |  |

| Arbitro: | Serafino (Roma) |

|                     |           |                     |
| Tassi 55’ Rossi 83’ | Marcatori | 70’ (rig.) Persenda |

| Arbitro: | Bianchi (Firenze) |

|             |           |           |
| Bramati 18’ | Marcatori | 87’ Rossi |